# Didier Défago
Didier Défago (født 2. oktober 1977 i Morgins, Schweiz) er en schweizisk alpin skiløber, der blev olympisk guldvinder i styrtløb ved OL i Vancouver 2010. Han sikrede sig guldmedaljen med et løb der var 0,07 sekunder hurtigere end nordmanden Aksel Lund Svindal. 